# Diana Marian Salman
Diana Marian Salman (* 30. Oktober 1993) ist eine rumänische Biathletin.

## Karriere
Diana Marian Salman bestritt ihre ersten internationalen Rennen bei den Biathlon-Juniorenweltmeisterschaften 2010 in Torsby, wo sie 19. des Einzels, 26. des Sprints und 50. der Verfolgung wurde. Ein Jahr später wurde sie in Nové Město na Moravě 60. des Einzels, 48. des Sprints und 49. der Verfolgung. Bei den Sommerbiathlon-Europameisterschaften 2011 in Martell startete Salman zunächst bei den Juniorenrennen und wurde 17. des Sprints und 16. der Verfolgung. Für das Mixed-Staffelrennen wurde die Rumänin in die Leistungsklasse berufen und erreichte mit Luminița Pișcoran, Cătălin Pirtu und Remus Faur den siebten Platz.

## Statistik

### Platzierungen im Biathlon-Weltcup
Die Tabelle zeigt alle Platzierungen (je nach Austragungsjahr einschließlich Olympische Spiele und Weltmeisterschaften).
- 1.–3. Platz: Anzahl der Podiumsplatzierungen
- Top 10: Anzahl der Platzierungen unter den ersten zehn (einschließlich Podium)
- Punkteränge: Anzahl der Platzierungen innerhalb der Punkteränge (einschließlich Podium und Top 10)
- Starts: Anzahl gelaufener Rennen in der jeweiligen Disziplin
- Staffel: inklusive Mixed- und Single-Mixed-Staffeln

| Platzierung         | Einzel | Sprint | Verfolgung | Massenstart | Staffel | Gesamt |
| ------------------- | ------ | ------ | ---------- | ----------- | ------- | ------ |
| 1. Platz            |        |        |            |             |         |        |
| 2. Platz            |        |        |            |             |         |        |
| 3. Platz            |        |        |            |             |         |        |
| Top 10              |        |        |            |             |         |        |
| Punkteränge         |        |        |            |             | 10      | 10     |
| Starts              | 4      | 11     |            |             | 10      | 25     |
| Stand: Karriereende |        |        |            |             |         |        |